# Saint John the Baptist Parish
Saint John the Baptist Parish (franska: Paroisse de Saint-Jean-Baptiste) är ett administrativt område, parish, i delstaten Louisiana, USA. År 2010 hade området 45 924 invånare.  Den administrativa huvudorten är Edgard.

## Geografi
Enligt United States Census Bureau så har countyt en total area på 901 km². 567 av den arean är land och 334 km² är vatten.  